# Грейди Хендрикс
Грейди Хендрикс (на английски: Grady Hendrix) е американски журналист, сценарист и писател на произведения в жанра хорър, трилър, фентъзи и документалистика.

## Биография и творчество
Грейди Хендрикс е роден на 14 декември 1972 г. в Чарлстън, Южна Каролина, САЩ. Когато е на 13 години родителите му се развеждат и той прекарва голяма част от времето си в обществените библиотеки. След завършване на гимназията работи в библиотеката на Американското дружество за психични изследвания. Решава да се насочи към писателска кариера и през 2009 г. посещава курсовете по творческо писане „Кларион“ (Clarion Workshop) в Калифорнийския университет в Сан Диего.
Първият му роман „Сатаната те обича“ е издаден през 2012 г. Същата година е съавтор със съпругата си Аманда Коен и Райън Дънлейви на книгата „Мръсни бонбони: Готварска книга“, който е смесица от графичен роман, готварска книга и мемоари. През 2014 г. е издаден романът му „Хорърстор“, история за магазин на ИКЕА обитаван от духове, който впоследствие е избран за телевизионен сериал от FOX. След това са издадени романът му „Екзорсизмът на моя най-добър приятел“ от 2016 г. и книгата „Меки корици от ада: Изкривената история на фантастиката на ужасите от 70-те и 80-те“ от 2017 г.
През 2021 г. е издаден трилърът му „Групова терапия за последни момичета“. Обикновено във филмите на ужасите последният оцелял е момиче, което някак си надвива убиеца и отмъщава за мъртвите си приятели. Линет Таркингтън преди 22 години оцелява след масова касапница, и сега е част от терапевтична група за момичета, които също са оцелели. Когато една от участничките изчезва разбират, че някой знае за групата и е решен да продължи с ужасните си действия, а те трябва да се обединят.
Като сценарист е съавтор за филма Mohawk от 2017 г. с режисьора Тед Геогхеган и на специфичния сценарий за комедийния хорър филм „Сатанинска паника“, история за разносвач на пица, който се бори с богати сатанисти. През 2020 г. прави собствен подкаст за промотиране на романа си „Ръководство на Южния книжен клуб за убиване на вампири“.
Наред с романите си, пише за множество медии, включително „Плейбой“, „Ню Йорк Поуст“ и като филмов критик за „Ню Йорк Сън“. Той е един от основателите на Фестивала на азиатския филм в Ню Йорк.
Грейди Хендрикс живее със семейството си в Манхатън.

## Произведения

### Самостоятелни романи
- Satan Loves You (2012)[1][2][3]
- Li'l Wimmin (2013)
- Horrorstör (2014)
- My Best Friend's Exorcism (2016)
- We Sold Our Souls (2018)
- The Southern Book Club's Guide to Slaying Vampires (2020) Наръчник на южняшкия читателски клуб за убиване на вампири, изд.: "Артлийн Студиос", София (2024), прев. Ивелина Минчева-Бобадова
- The Final Girl Support Group (2021)
Групова терапия за последни момичета, изд.: „Артлайн Студиос“, София (2023), прев. Огнян Алтънчев
- How to Sell a Haunted House (2023)
- Witchcraft for Wayward Girls (2024)

### Поредица „Лигата на магнолията“ (Magnolia League)
2. The White Glove War (2012) – с Кейти Крауч

### Новели и разкази
- Bad Asstronauts (2012)[1]

### Сборници
- Dead Leprechauns & Devil Cats (2012)[1][3]
- Diablo House (2020) – с Нанси Холдър и Дейвид Найл Уилсън

### Документалистика
- Dirt Candy: A Cookbook (2012) – с Аманда Коен и Райън Дънлейви[1][2]
- Paperbacks from Hell (2017)
- These Fists Break Bricks (2021) – с Крис Поджали

### Екранизации
- 2017 Mohawk
- 2019 Satanic Panic – с Джери О'Конъл, Ребека Ромийн и Хейли Грифит
- 2019 Iron Fists and Kung Fu Kicks
- 2022 My Best Friend's Exorcism